# Saint-Amand Bazard
Saint-Amand Bazard (19 de septiembre de 1791-29 de julio de 1832), también llamado Armand Bazard, es uno de los fundadores dirigentes de la carbonería francesa y más tarde se integra a los seguidores de Henri de Saint-Simon, llegando a ser uno de los dos “padres” o líderes del sansimonismo, junto a Barthélemy Prosper Enfantin.

## Nacimiento y juventud
No se conoce el nombre de los padres de Saint-Amand Bazard y sólo se sabe de una hermana, Palmyre. Hijo bastardo, fue abandonado sin recursos a la edad de 16 años.
En 1813, a los 22 años, se casa con Claire Joubert. Claire y su hermano Nicolás son los hijos de Pierre-Mathieu Joubert, convencional miembro de la Asamblea Constituyente de 1789. Joubert era anteriormente miembro de la iglesia, pero juró la constitución, rompiendo de este modo los vínculos con la Iglesia de Roma, y en 1792 renunció a toda función eclesiástica y se casó al año siguiente. Luego ocupó diversos cargos públicos hasta su muerte en 1815. En sus últimos años ejerció una gran influencia ideológica en su hija y en su nuevo yerno.
Saint-Amand y Claire tuvieron cuatro hijos: Claire, nacida en 1813 y casada en Saint-Chéron en 1831, primer matrimonio celebrado por la iglesia sansimoniana; Albert, nacido hacia 1815; Laure, nacida en 1821, y Zaire.
El 30 de marzo de 1814 Bazard se distingue en la batalla de París, donde Napoleón es vencido por las fuerzas aliadas de rusos, alemanes y austríacos, lo cual produce su primera caída. En la misma, Bazard logra recuperar los cañones de la Ecole polytechnique en la ruta de Vincennes y por ello se lo recompensa nombrándolo capitán de la Guardia Nacional y se le otorga la cruz de honor. Luego obtiene un empleo en la prefectura del Sena.

## Sociedades secretas y activismo antimonárquico
Bazard, junto a sus amigos Philippe Buchez, Pierre Dugied y su cuñado Nicolas Joubert, funda y participa en diversos agrupamientos de estudiantes, jóvenes empleados y colegas de trabajo. Se transforma en Venerable de la logia de los Amigos de la Verdad, logia masónica que adopta el tinte de un club republicano, cuyo objetivo es debatir y actuar para tirar abajo a los Borbones. Las primeras actividades provocan la persecución policial y Buchez y Joubert deben huir temporalmente.
El 1 de mayo de 1821 fundan la Carbonería francesa, inspirándose en la Carbonería italiana, cuyos estatutos son traídos de Italia por Dugied y Joubert. El grupo traduce el texto y lo reescribe, quitándole las marcas religiosas y místicas del texto napolitano. La dirección de la Carbonería francesa es confiada en un primer momento a Bazard; más tarde, para intensificar su influencia, se le da el liderazgo a Lafayette, quien dirige la conspiración abortada de Belfort. La misma había sido planificada como un pronunciamiento militar, pero la organización había sido infiltrada, algunos militares fueron fusilados y otros, como Buchez, arrestados. Bazard logra huir, alertado por el mismo Lafayette, a quien encuentra casualmente en una ruta, pero es perseguido y juzgado en contumacia a pena de muerte. Entra en la clandestinidad, pero seguirá escribiendo en forma anónima. La experiencia conspirativa del carbonarismo lo decepciona y al tiempo entra a participar en el círculo de seguidores de Saint-Simon, poco después de la muerte del maestro en mayo de 1825. 
En la ideología de Bazard esto implica una gran transformación, pues la fracasada solución violenta es sustituida por una visión pacifista, reformista y gradual, propia de los sansimonianos. Bazard deja el camino conspirativo de los carbonarios, pero se integra a un grupo que profundiza no la lucha heroica contra la monarquía sino la reflexión profunda acerca de la sociedad, la historia y el futuro posible de la humanidad. En esta reflexión le cabe a Bazard un lugar central.

## Padre de los sansimonianos
Saint-Amand Bazard sale de las sombras firmando un artículo en Le Producteur, diario sansimoniano, el 27 de noviembre de 1825. Participa en la polémica entre los redactores y Benjamin Constant, ideólogo de la corriente liberal. Su autoridad y su seriedad lo convertirán en uno de los miembros más influyentes de la corriente sansimoniana, particularmente en las reuniones donde su talento como orador es eficaz para la difusión de las ideas y el reclutamiento de nuevos adeptos. 
El sansimonismo se estructura a través de una jerarquía estricta. El liderazgo de Bazard se concreta en 1828, cuando se lo nombra portavoz del movimiento. Además Bazard es el principal instructor de la Escuela Sansimoniana, dando conferencias semanales sobre distintos tópicos ideológicos del movimiento, que serán reunidas en dos volúmenes con el título de Exposition de la doctrine de Saint-Simon. Estos libros, que resumen lo más importante de la ideología sansimoniana, con aportaciones muy audaces con respecto a lo elaborado por el maestro, aparecieron sin firma, como producción colectiva de los discípulos. En 1832 Olinde Rodrigues hizo una segunda edición, también sin firma individual. Finalmente, en 1865 se publicaron las obras completas de Enfantin y Saint-Simon, y allí Bazard figura como autor de la Doctrine.
A la vez que Bazard lidera la Escuela Sansimoniana, se va imponiendo una centralidad de lo religioso en el movimiento, a través del liderazgo de Barthélemy Prosper Enfantin. Bazard es reticente a esta deriva, pero no tiene los medios para oponerse a ella. Finalmente se crea una dirección dual: en la Navidad de 1829, Bazard y Enfantin reciben de Olinde Rodrigues, el más antiguo seguidor de Saint-Simon, el título de “Padres Supremos” de la religión sansimoniana. Esta orientación provoca un primer alejamiento: Philippe Buchez se aparta de la organización.
En 1830, durante la Revolución de Julio, Bazard es comisionado para entrevistarse con Lafayette, en nombre de los sansimonianos, a quien le proponen encabezar una dictadura que imponga las reformas económicas de los sansimonianos. La propuesta es rechazada.
Pero la nueva situación política y social abierta con la revolución da un enorme impulso a la causa sansimoniana. En septiembre de 1830 adquieren el diario Le Globe, en sociedad con un viejo redactor de esa publicación, transformado en sansimoniano, Pierre Leroux. Desde el 18 de enero de 1831 aparece con el subtítulo “Diario de la doctrina de Saint-Simon” y durante dos años será el principal impulsor de una propuesta alternativa al liberalismo económico que impera en la sociedad. Centenares de obreros se acercan a la nueva doctrina, creándose grupos especiales de “productores”. También el sansimonismo se extiende al sur de Francia, a Bélgica, al occidente de Alemania, a Italia.

## Cisma y muerte
Pero estalla el cisma en noviembre de 1831. Enfantin, lector de las teorías protofeministas de Charles Fourier, entiende que la doctrina sansimoniana debe reivindicar la emancipación de la mujer, entender la posibilidad del divorcio y constituir una religión donde estén integrados ambos sexos: junto a un “Padre Supremo” deberá existir una “Madre Suprema”. Bazard rechaza de plano estas nuevas propuestas y se desarrollan una serie de reuniones de furibundos debates, al punto que en medio de las discusiones Bazard sufre un ataque de apoplejía. 
Muere seis meses después en Courtry, el 29 de julio de 1832. Los miembros de la religión sansimoniana, ahora liderados exclusivamente por Enfantin, concurren al entierro, pero Claire, la esposa de Bazard, no permite que se acerquen, a partir de lo cual deciden acompañar al cortejo fúnebre a la distancia.